# Distrito de Lampa (Lampa)
El distrito de Lampa es uno de los diez que conforman la provincia de Lampa, ubicada en el departamento de Puno en el Sur del Perú. Para 2015 tenía una población de 51 528 habitantes y una densidad poblacional de 16,8 personas por km². Abarca un área total de 675,82 km².

## Historia

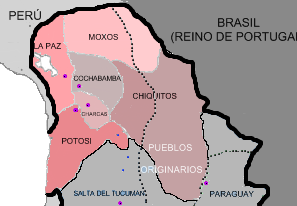
Alto Perú durante el virreinato del Río de la Plata 1783

La jurisdicción de la Audiencia de Charcas, se creó en 1557 y se extendía desde Cusco hasta Tucumán, comprendiendo El Collao con los corregimientos de Lampa, Azángaro, Carabaya, Chucuito y Huancané. Hasta 1776 perteneció al Perú, posteriormente se integró al Virreinato de Buenos Ayres, en 1796 regresó junto con las demás provincias al Virreinato del Perú.

## Creación del Distrito
En el trabajo del Dr. M. Benjamín Flores, titulado "Monografía de la Provincia de Lampa" (1928), se detalla un dato muy importante respecto a la creación del distrito y los ayllus que la componían antes de la época republicana, que a la letra dice: "Distrito de la capital del mismo nombre, creado en la época de la Independencia por ley de 2 de enero de 1857, está situado en el sur de la provincia y tiene por límites, hacia el Sur la provincia de San Román, al Este los distritos de Calapuja y Nicasio, al Norte, Pucará, Palca y Vilavila; y al Oeste, Cabanilla. Consta de las parcialidades o "Ayllus" de Huaita, Cantería, Coachico, Sutuca, Marno, Qquello-Qqello, Condorini, la Rivera de Coilata y la viceparroquia de Paratía, que, a su vez, está compuesta de otras cuatro parcialidades [...]".
Así también, cita que: En un libro parroquial, el más antiguo que se conserva en Lampa, hay una primera partida de matrimonio que registra esta fecha: "En el pueblo e Iglesia de Lampa en 30 días del mes de Setiembre de 1601" de Johan Hallasi con Isabel Curucanaña; siendo el cura que la firma el Licenciado Johan Villalta, teniendo anotada en la parte superior "Anansaya Aillo Chiqui Collana".
Parece que en aquella fecha existían en Lampa los "Ayllus" : "Chiqui Collana, Toto Collana, Caquiani, Usihuiri, Sullcasacare, Quehuta, Sasin, Quela y otros"; habiendo desaparecido estos, y desde 1853 aparece el de Cantería que subsiste hasta ahora, y que posiblemente solo fue una subdivisión del "Ayllu" Huaita, mencionándose en un título y documento de 1753, de la parcialidad de Lampa, Comunidad de los "Ayllus" de "Cantería, Guaita y Paratía" que se conserva [guardaba] en la notaría pública de  don J. Antonio Torres. Allí se dice también que había cuatro "ayllus"; "Guaita, Cantería, Sutuca, Marno y la Rivera de Paratía".

## Geografía
Lampa se encuentra ubicado en las coordenadas 15°21′48″S 70°21′58″O / -15.36333, -70.36611. Según el INEI, Lampa tiene una superficie total de 5795,73 km². Lampa se encuentra situada en el este de la provincia de Lampa, en la zona central del departamento de Puno y en la parte sur del territorio peruano. Su capital Lampa halla a una altitud de 3.873 m s. n. m..
| Noroeste: distrito de Palca      | Norte: distrito de Pucará  | Noreste: distrito de Nicasio                     |
| Oeste: distrito de Palca         |                            | Este: distrito de Calapuja y distrito de Juliaca |
| Suroeste distrito de Santa Lucía | Sur: distrito de Cabanilla | Sureste: distrito de Cabanilla                   |

## Demografía
Según el censo peruano de 2007, había 11 329 personas residiendo en Lampa. La densidad de población era 16,8 hab./km².

## Patronato de Lampa
Encargado del Plan Estratégico de Desarrollo de la Provincia de Lampa, trabajo que conjuga las ventajas comparativas hacia el turismo con sus necesidades agrícolas, pecuarias y de desarrollo artesanal.
Por encargo del Ministerio de Agricultura asume la conducción del Criadero de Chinchillas de Lampa.

### Centro histórico de la ciudad de Lampa

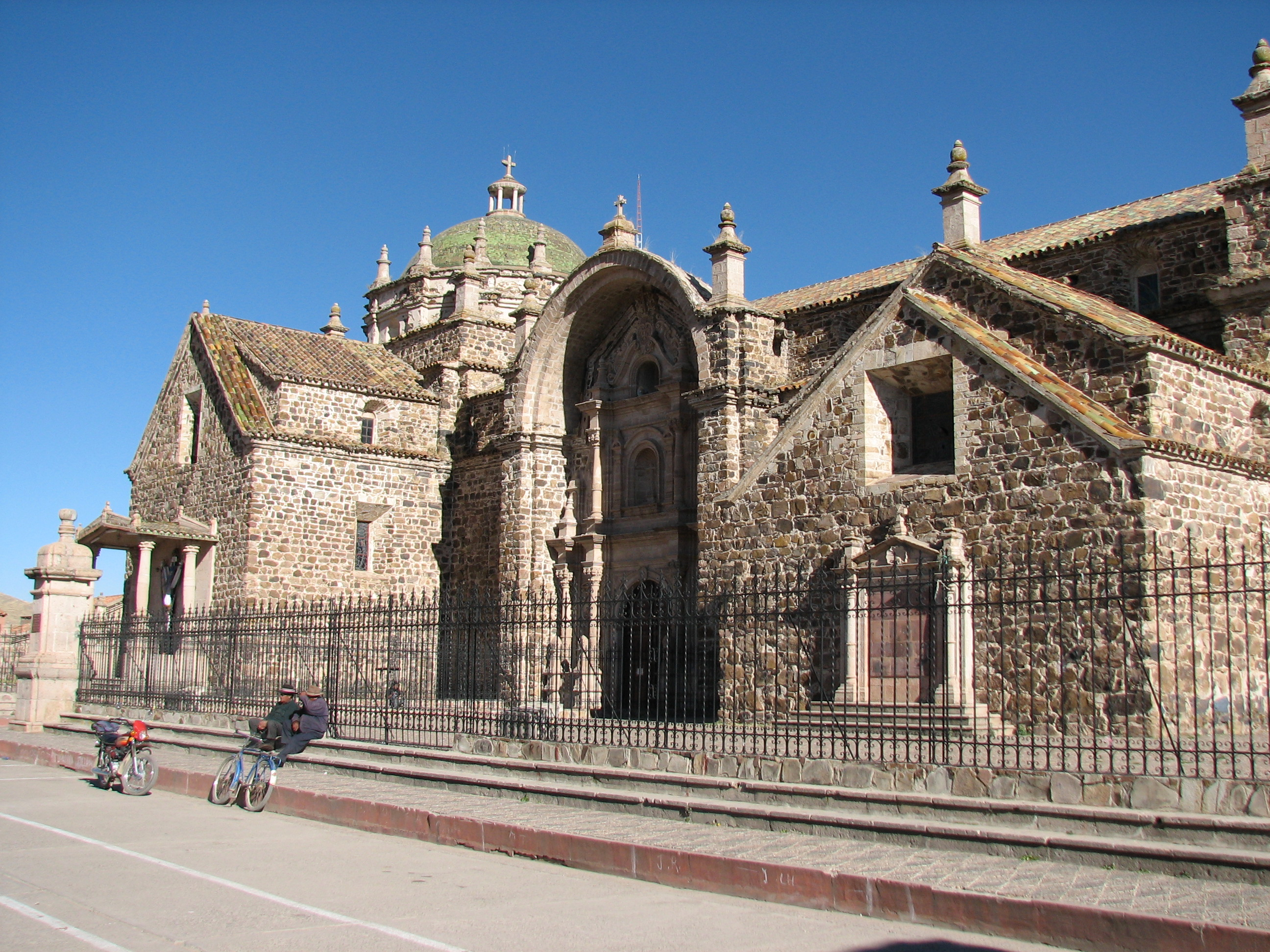
Iglesia de la Inmaculada en Lampa.

## Patrimonio

### Iglesia Virreinal de Lampa
- Iglesia católica de Santiago Apóstol.

Existe en el Archivo General de Indias en Sevilla, un documento importante que indica que el templo original fue construido entre 1675 y 1685 casi en su totalidad bajo la dirección del Licenciado Francisco de Goyzueta Maldonado; quien de acuerdo a su declaración invirtió en la construcción 30 mil pesos de su propio peculio. (Archivo General de Indias, Signatura: LIMA, 258,N.8). Goyzueta Maldonado fue un sacerdote arequipeño que después de servir en la Catedral de Arequipa y el curato de San Pedro de Tacna fue nombrado cura propietario de la Doctrina de Santiago de Lampa y Calapuja, en aquel entonces dependiente del Obispado del Cusco. Construyó igualmente desde sus cimientos la iglesia del pueblo de Calapuja. Finalmente Goyzueta fue promovido como Dean en la catedral de la ciudad del Cusco, donde además fue su Chantre y Comisario subdelegado de la Santa Cruzada.
Se inició en Lampa el esquema de los grandes arcos cobijos difundidos después de otras iglesias del Altiplano de Puno con estilo barroco andino.
Construida entre los años 1675 y 1685 con piedras claras y obscuras, tejas vidriadas que aparentan estar barnizadas. Su techo tiene gran valor artístico, predominan los colores rojo, verde y amarillo.
- - Púlpito, semejante al de San Blas en Cusco.

- - Canopia de la Virgen Inmaculada, anda de plata semejante a la de la Virgen de la Macarena en Sevilla, donada por el Ingeniero Enrique Torres Belón.

- - Cristo de Cuero, imagen articulada, se presume que existen sólo dos en el mundo. Impresiona su expresión de dolor y sufrimiento.

## Religión

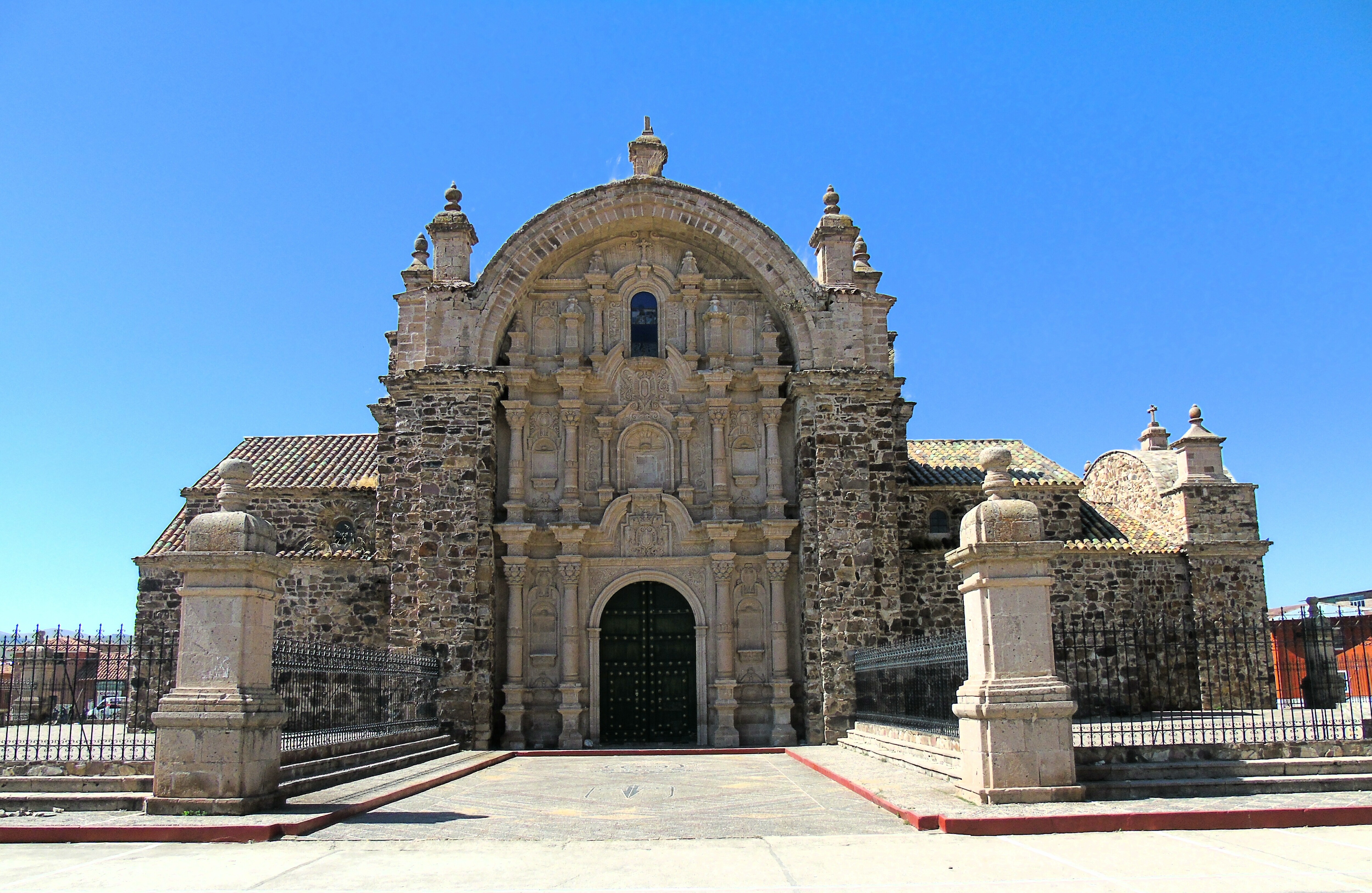
Iglesia de la Inmaculada Concepción de Lampa

Desde el punto de vista jerárquico de la Iglesia católica forma parte de la diócesis de Puno en la arquidiócesis de Arequipa.